# Mazda Sentia
Der Mazda Sentia war ein luxuriöser PKW der oberen Mittelklasse, den Mazda in Japan von Ende 1991 bis Herbst 1999 als Nachfolger des Mazda Luce baute. Er basierte auf der Mazda-H-Plattform mit Hinterradantrieb. 

## 1. Generation (HD, 1991–1995)
Der Sentia wurde im Sinne des geplanten Mazda-Flaggschiffes Amati 1000 entwickelt. Man nahm an, dass der Amati die Rolle der Luxuslimousine (z. B. Chauffeur-Fahrzeuge) in der Produktpalette einnehmen werde und entwickelte den ersten Sentia mehr für Privatkunden, erkennbar an seiner Jaguar-gleichen Anmutung, seiner relativ niedrigen Dachlinie und der Tatsache, dass man bei der Konstruktion mehr auf das äußere Erscheinungsbild als auf die Vergrößerung des Innenraums Wert legte. Auf einigen Märkten wurde der Sentia auch als Mazda 929 vermarktet.
Der Sentia wurde von Mazda als „Front-Mittelmotorwagen“ angepriesen, da der V6-Motor hinter der Vorderachse liegt und der Tank über der Hinterachse. In dieser Ausführung hatte der Sentia auch erstmals Mazdas neue geschwindigkeitsabhängige Allradlenkung. Bei Geschwindigkeiten unter 35 km/h lenkten die Hinterräder in entgegengesetzter Richtung zu den Vorderrädern ein, um den Wendekreis zu verringern. Bei höheren Geschwindigkeiten lenkten die Hinterräder in die gleiche Richtung wie die Vorderräder ein, um die Fahrstabilität zu verbessern.
Das Solarlüftungssystem ist eine Einrichtung, bei der amorphe Solarzellen im Schiebedach die elektrische Energie für Ventilatoren im Kofferraum liefern, die den Innenraum kühlen, wenn das Auto in der Sonne geparkt wird. Dieses System fand man später auch am Mazda Xedos 9.
Es gab zwei Motoren zur Wahl. Beide wurden aus früheren Mazda-V6-Maschinen entwickelt und entsprechen nicht den der Aluminium-KL-Serie, die beim 626 und Xedos 6 eingesetzt wurde.
- 2,5 l-V6, Typ J5-DE, 160 bhp (118 kW)
- 3,0 l-V6, Typ JE-ZE. 200 bhp (147 kW)

## 2. Generation (HE, 1995–1999)
Der Sentia von 1995 war auf der überarbeiteten Mazda-HE-Plattform aufgebaut und war die letzte große Mazda-Limousine mit Rechtslenkung.
Die Mechanik wurde größtenteils vom Vorgängermodell übernommen. Außen und innen wurde der Sentia leicht überarbeitet und für die Nutzung als Staatslimousine stattlicher gemacht. Er bekam einen größeren Kühlergrill, eine höhere Dachlinie für mehr Kopfraum und eine große Zahl von Echtholzverkleidungen. 
Die Werbekampagne zeigte Sean Connery, wie er sagt, der Wagen sei „… treffend!“
Die zweite Generation des Sentia besaß folgende Motoren:
- 3,0 l-V6, Typ JE-ZE, 160 bhp (118 kW)
- 3,0 l-V6, Typ JE-ZE. 200 bhp (147 kW)